# Одесса (паровий фрегат)
«Одесса» — колісний паровий фрегат Чорноморського флоту Російської імперії.
Один з чотирьох однотипних парових фрегатів, замовлених в Англії для потреб Чорноморського флоту, які брали участь у бойових діях Кримської війни.

## Історія побудови
У червні 1841 року імператором Миколою I було прийнято рішення про замовлення в Англії чотирьох парових фрегатів «з тим, щоб у воєнний час можна було їх звернути на корисне використання при флоті». Замовлення кораблів було доручене новоросійському генерал-губернатору М. С. Воронцову за участю адмірала М. П. Лазарєва.
У комісію по підготовці «Положення про нове пароплавне сполучення з Константинополем», що розташовувалася в Одесі, увійшли дійсний статський радник П. Маріні, надвірний радник А. Фіцарді, представник торгового дому Штігліца П. Куль і представник Чорноморського флоту капітан-лейтенант А. В. Швенднер, який командував до цього пароплавами «Лиман», «Блискавка» і «Колхіда». Для замовлення парових фрегатів в Англії 11 жовтня того ж року з Петербурга був спрямований командир фрегата «Флора» — капітан-лейтенант К. В. Істомін.
Контракт на будівництво парових фрегатів «Крым», «Одесса», «Херсонес» і «Бессарабия» був укладений Морським відомством Росії із суднобудівною верф'ю «W. & H. Pitcher» 2 лютого 1842 року. При цьому виробник зобов'язався вже до 15 вересня 1842 року побудувати «Крым» та «Одессу», а до 1 лютого 1843 року закінчити будівництво «Бессарабии» і «Херсонеса».

## Історія служби
Паровий фрегат «Одесса» був спущений на воду в лютому 1843 року на суднобудівної верфі «W. & H. Pitcher» у Нордфліті, 6 травня 1843 року прибув до Одеси з адміралом М. П. Лазарєвим на борту.
Починаючи з 10 травня 1843 року використовувався для пасажирських перевезень на лінії Одеса — Стамбул під командуванням лейтенанта А. Л. Альбрандта.
На початку Кримської війни паровий фрегат був озброєний і увійшов до складу Чорноморського флоту. Влітку 1853 року брав участь у перевезенні піхотної дивізії з Криму на узбережжя Кавказу. Брав участь у Синопській битві, після битви буксирував до Севастополя лінійний корабель «Великий князь Константин».
Під час оборони Севастополя спільно з паровими фрегатами «Владимир», «Громоносец», «Бессарабия», «Херсонес» і «Крым» входив до загону під командуванням капітан-лейтенанта Р. В. Бутакова. У кінці серпня 1855 року «Одесса» була затоплена в Північній бухті при залишенні міста гарнізоном. Після війни при розчищенні Севастопольської бухти 2 квітня 1860 року корпус фрегата був піднятий і зданий на злам.

## Пам'ять

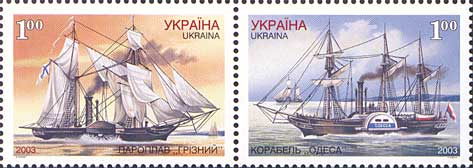
Пароплав «Грозний» і паровий фрегат «Одесса» на поштових марках України 2003 року

- У 1905 році до 50-річчя оборони Севастополя, споруджено монумент «Пам'ятник затопленим кораблям»[4].
- У 2003 році в Україні випущені поштові марки із зображеним паровим фрегатом «Одесса» і пароплавом «Грозный»[5].
- Зображено на малюнках художника Е. Ст. Войшвилло, присвячених історії російського флоту.